# Arrest Harmonisatiewet
Het Harmonisatiewet-arrest (HR 14 april 1989, ECLI:NL:HR:1989:AD5725, NJ 1989, 469.) is een uitspraak van de Nederlandse Hoge Raad waarin werd bepaald dat wetten in formele zin niet mogen worden getoetst aan het Statuut voor het Koninkrijk der Nederlanden.

## Casus en procesverloop
Bezuinigingen in het hoger onderwijs, neergelegd in de "Harmonisatiewet", leidden tot een verhoging van het collegegeld en tot beperking van het recht op studiefinanciering voor een bepaalde groep studenten. Zij vorderden van de president in kort geding de Staat te bevelen de nieuwe wetsbepalingen niet toe te passen, omdat deze in strijd zouden zijn met (onder meer) de rechtszekerheid, neergelegd in artikel 43 van het Statuut:
1. Elk der landen draagt zorg voor de verwezenlijking van de fundamentele menselijke rechten en vrijheden, de rechtszekerheid en de deugdelijkheid van het bestuur.
2. Het waarborgen van deze rechten, vrijheden, rechtszekerheid en deugdelijkheid van bestuur is aangelegenheid van het Koninkrijk.

De president van de rechtbank Den Haag, mr. Meindert Wijnholt, achtte de wetsbepalingen in strijd met het Statuut en wees de vordering toe.
De Staat stelde cassatieberoep in. LSVB stelde incidenteel cassatieberoep in.
De Hoge Raad verwierp het incidenteel cassatieberoep van LSVB en wees het principaal cassatieberoep van de Staat toe.

## Hoge Raad

### Incidenteel cassatieberoep
In incidenteel cassatieberoep stelde LSVB de vraag aan de orde of art. 120 Grondwet de rechter vrijheid laat de wet (in formele zin) te toetsen aan fundamentele rechtsbeginselen. De Hoge Raad oordeelde van niet.
LSVB beriep zich er verder op dat strikte toepassing van de wet onder omstandigheden zozeer in strijd kan komen met fundamentele rechtsbeginselen dat zij achterwege moet blijven en betoogde dat dit in casu het geval was.
De Hoge Raad overwoog sub 3.9:
Dit betoog miskent het wezenlijke verschil tussen enerzijds: het in bepaalde (groepen van) gevallen buiten toepassing laten van een wetsbepaling op de grond dat toepassing van die bepaling in verband met daarin niet verdisconteerde omstandigheden (in de regel: de wijze waarop de overheid is opgetreden) in strijd zou komen met een fundamenteel rechtsbeginsel, en anderzijds: het wegens zulk een strijd buiten toepassing laten van een wetsbepaling op grond van omstandigheden welke bij haar tot stand komen in de afweging zijn betrokken, dus in gevallen waarvoor zij nu juist is geschreven. Het eerste raakt niet aan de verbindende kracht van de betrokken bepaling en staat de rechter ingevolge voormelde jurisprudentie vrij; het tweede ontneemt echter aan die bepaling haar verbindende kracht en is de rechter ingevolge art. 120 Grw. verboden. Hier doet zich de tweede figuur voor. Bij het tot stand brengen van de gewraakte bepalingen van de Harmonisatiewet zijn immers de verwachtingen welke bij de daardoor getroffen studenten waren gewekt door de voorheen geldende regelingen, in de afweging betrokken.
Schutgens (2009) merkt hiertoe op: "Nieuw is de voorwaarde, dat de wet buiten toepassing gelaten kan worden in een geval dat de wetgever bij zijn afweging niet onder ogen heeft gezien. (...) Voortaan gaat het om de vraag of de nadelige wijze waarop de wet in een concreet geval blijkt uit te pakken, door de wetgever is voorzien."

### Principaal cassatieberoep
Het principaal cassatieberoep stelt in de eerste plaats de vraag aan de orde of de rechter de wet mag toetsen aan het Statuut voor het Koninkrijk. 
De Hoge Raad overwoog sub 4.2,
[dat] ten tijde van de totstandkoming van het Statuut gold dat wetten niet mochten worden getoetst aan de Grondwet en fundamentele rechtsbeginselen en dat zulks wezenlijk was voor de traditionele plaats van de rechter in ons staatsbestel. Tegen deze achtergrond ligt het niet voor de hand te veronderstellen dat men bij de totstandkoming van het Statuut daarin een dergelijke toetsing zou hebben willen invoeren. Daarom is voor een bevestigende beantwoording van evenbedoelde vraag slechts plaats indien de tekst van het Statuut dan wel de officiële toelichting of de geschiedenis van zijn totstandkoming ondubbelzinnig in die richting wijzen.
Dat laatste was echter volgens de Hoge Raad niet het geval.
Ook was voor de Hoge Raad van belang dat, afgezien van het bestreden vonnis, geen voorbeelden bekend waren van uitspraken waarbij de rechter in een van de landen een wettelijke maatregel aan het Statuut had getoetst. In zoverre kon, aldus de Hoge Raad, «worden gezegd dat in het Koninkrijksrecht sprake is van een traditie van niet-toetsing die overeenstemt met wat ingevolge artikel 120 Grondwet in Nederland voor de rechter geldt.»

## Werking
Het Harmonisatiewet-arrest impliceert dat een ruime interpretatie van het in Nederland gebruikelijke verbod op grondwettelijke toetsing geboden is. 
Volgens Schutgens (2009) is het Harmonisatiewet-arrest het toonaangevende arrest voor het toetsingsverbod aan de Grondwet in de formuliering van 1983: "Nieuw is de voorwaarde, dat de wet buiten toepassing gelaten kan worden in een geval dat de wetgever bij zijn afweging niet onder ogen heeft gezien. (...) Voortaan gaat het om de vraag of de nadelige wijze waarop de wet in een concreet geval blijkt uit te pakken, door de wetgever is voorzien."
In een conclusie d.d. 18 mei 2022 in een bestuursrechtelijke context herhaalde staatsraad advocaat-generaal mr. Snijders — zonder het Harmonisatiewet-arrest te noemen — de overweging van de Hoge Raad sub 3.9. Met betrekking tot de toetsing van formele wetten aan het evenredigheidsbeginsel overwoog Snijders (post alia):
Die toetsing kan ... eventueel plaatsvinden langs de weg van exceptieve toetsing van die wetgeving. Als de gebonden bevoegdheid wordt gegeven in een wet in formele zin en het gaat om een geval waaraan door de wetgever niet is gedacht (dus: sprake is van niet in de wet verdisconteerde omstandigheden) staat art. 3:4 lid 1 Awb [niet] aan toetsing daarvan in de weg, omdat dan contra legem toepassing van rechtsbeginselen en ongeschreven recht mogelijk is. In de overblijvende gevallen staat, als gezegd, het toetsingsverbod van art. 120 Grondwet al aan toetsing in de weg.

## Voetnoten
1. ↑  Schutgens 2009, p. 167.
2. ↑  Schutgens 2009, p. 160.
3. ↑  ECLI:NL:RVS:2022:1441